# Tabaldak
Tabaldak est le créateur, selon les religions des peuples Abénaquis et Algonquiens du nord-est de l'Amérique du Nord.    

## Présentation
Son nom signifie « le Possesseur » qui « a créé toutes les choses vivantes sauf une ». Tabaldak créa des personnes depuis des pierres, mais pensa que le cœur de ces dernières était trop froid. Il brisa ces pierres et les laissa éparpillées sur la terre abénakise. Ensuite, il essaya le bois, et de celui-ci vinrent les Abénakis. La seule créature que Tabaldak ne créa pas fut Odzihodo, dont le nom signifie « Il se fait lui-même de quelque chose ». Au départ, Odzihodo n'avait que sa main, et comme il n'était pas un créateur de choses, il eut besoin de l'aide de Tabaldak. Au moment où il fut complètement formé, Odzihodo avait déjà transformé le monde selon sa vision. Pour ce faire, il empila de la terre pour faire des montagnes et creusa des lignes pour les rivières. Il prit grand soin de former le lac Champlain et, heureux de son travail, se transforma en pierre.